# Henri Habert de Vauboulon
 (août 2025).
Henri Habert de Vauboulon est un chevalier missionné par Louis XIV pour mettre bon ordre dans la colonie de Bourbon, une île du sud-ouest de l'océan Indien aujourd'hui connue sous le nom de La Réunion. Il y débarque le 11 décembre 1689 et s'y fait immédiatement reconnaître gouverneur de Bourbon. Déposé par les habitants de la colonie le 26 novembre 1690, il est placé dans une geôle où il meurt empoisonné le 18 août 1692. Durant son mandat, il avait accordé aux colons les premières concessions terriennes qui furent cédées par la Compagnie française des Indes orientales sur ce territoire.

## Biographie

### Nomination comme gouverneur de Bourbon
Henri Habert de Vauboulon est le premier gouverneur nommé par le roi à l'île Bourbon. Les gouverneurs précédents étaient nommés par la compagnie française des indes orientales ou bien se retrouvaient gouverneurs de fait. Aussi, l'arrivée de Vauboulon coïncide avec une volonté de reprise en main de la colonie par le pouvoir royal. En effet, son prédécesseur, Jean-Baptiste Drouillard, avait fui l'île à la suite de plusieurs révoltes des colons. Vauboulon est nommé à la fois gouverneur mais aussi chef des pouvoirs de polices et juge sur l’île. Cette acquisition de pouvoirs importants peut s'expliquer par son lien de parenté avec les ducs de Coislin et de Sully, qui sont conseillers du roi.
Il embarque le 5 mai 1689 au port Louis de Bretagne avec le père Bernardin (ancien gouverneur de l'île Bourbon) chargé de l'aider dans sa prise de fonction. Ce dernier décédera durant la traversée.
Vauboulon débarque à Bourbon le 11 décembre 1689.

### Réformes
Le nouveau gouverneur va prendre une série de réformes sur l'île. Il va tout d'abord prononcer une amnistie générale pour les crimes commis avant son arrivée.
Puis il va prendre une série d'ordonnances parmi lesquelles : 
- L'ordonnance du 18 décembre 1689 qui interdit de s’absenter de son domicile plus de quinze jours pour éviter le vagabondage et les activités illégales (braconnages, vols, marché noir.)
- L'ordonnance du 23 décembre 1689 qui oblige l'envoi des enfants en apprentissage pour former des ouvriers locaux.
- L'ordonnance du 24 décembre 1689 qui nomme un procureur pour l'île Michel Firelin et d'un greffier.
- L'ordonnance du 9 janvier 1690 qui crée un impôt au profit du clergé de l'île.
- L'ordonnance du 16 janvier 1690 qui règlemente la chasse et interdit le vagabondage des chiens (pour éviter les attaques sur le gibier qui se raréfie).
- L'ordonnance du 27 mars 1690 qui interdit le mariage pour les individus n'ayant pas reçu un certain degré d'éducation religieuse et qui ne savent ni lire et écrire.

Vauboulon est aussi le premier gouverneur à effectuer des concessions foncières aux cultivateurs. En effet, toutes les terres de Bourbon appartenaient à la Compagnie française des indes orientales et aucun colon n'avait de terres. La compagnie donnait simplement des droits de cultiver. Face aux difficultés financières de la compagnie, les colons qui y étaient employés ont dû trouver d'autres ressources comme l'agriculture. Vauboulon a donc effectué de nombreuses concessions pour régulariser les installations de fait des colons sur des terrains de l'île. Le gouverneur pensait que la possession du terrain encouragerait les colons à mettre en valeur le terrain et à produire davantage. Cela reviendrait donc à augmenter la valeur agricole de la colonie et donc sa richesse. Vauboulon incitera d'ailleurs à la polyculture sur l'île.
Vauboulon souhaitait aussi effectuer de grands travaux. Il souhaitait la création de chemins où les chevaux pourraient passer. Il avait notamment pour ambition de créer un chemin pour relier le quartier de Saint-Denis et celui de La Possession. Pour cela il souhaitait faire tomber les rochers de la falaise  entre les deux villes. Cependant, il manquait de poudre et ce projet n'aboutira pas. Un projet de construction d'un véritable port fut aussi envisagé au niveau de la rivière des Marsouins. Mais ce projet fut lui aussi écarté à cause du manque de moyens humains (il y avait moins de 400 personnes sur l'île en 1689) et de moyens financiers (les impôts étaient difficiles à supporter pour la population très réduite de l'île).

### La déposition du gouverneur

#### Les premières résistances
Face à ces nombreuses réformes, les colons reprochent à Vauboulon de porter atteinte à leurs libertés alors qu'il n'est lui-même pas vertueux. Son arbitraire lui est d'ailleurs régulièrement reproché. Les nombreux pots-de-vin que le gouverneur s'est fait verser en échange des concessions ou des avantages révoltent de nombreux colons. Un réseau de résistance est porté par le père Hyacinthe de Kerguelen de Kerbiquet.
On reproche à Vauboulon sa sévérité. Les archives relatent notamment la condamnation d'un certain Brocus qui aurait donné de l'ail et des oignons aux esclaves marrons (évadés). Le gouverneur le condamna au carcan et lui fit porter un panneau autour du cou où était inscrit "protecteur des nègres marrons".
Le gouverneur s'est également attaqué à Firelin (personnage important de la colonie puisqu'il en était le procureur). Le père Hyacinthe va alors s'interposer entre les deux personnalités pour trouver un compromis.
En juin 1690, le capitaine Houssaye débarque sur l'île. Les colons vont alors lui soumettre de nombreuses plaintes quant au gouverneur et à ses méthodes. Le capitaine promet de faire un rapport au roi et repart en septembre.

#### La chute du gouverneur
L'élément déclencheur de la chute de Vauboulon est la prise d'une nouvelle ordonnance le 25 octobre 1690. Cette dernière imposaient aux habitants de déclarer leurs "hardes et marchandises". Le gouverneur va alors organiser des perquisitions pour vérifier les déclarations faites et confisquer les fraudes. Il va également imposer un couvre-feu à 18 heures sous peine de prison.
Aussi, le 26 novembre, le gouverneur est arrêté en pleine messe dans la chapelle Saint-Louis à Saint-Denis. Cette arrestation est permise grâce à la complicité du père Hyacinthe et est effectuée par trois partisans de Firelin : Jacques Barrière, Robert Duhal et Marc Vidot. Vauboulon est mis en prison où il mourra empoisonné en 1692. Son corps fut retrouvé le 18 aout 1692. À sa place fut élu Firelin le 4 mars 1691.

#### Le procès
Le procès de la révolte contre Vauboulon a lieu à Rennes en mai 1697. Le 2 juillet 1696, débarque à la Réunion une escadre commandée par le comte Guillaume d'Aché de Serquigny. Celui-ci va rétablir l'ordre en arrêtant les rebelles et en nommant Bastide gouverneur. Il va également arrêter Firelin qui s'était enfui à Goa. Ainsi, le procès juge six accusés :
- Firelin
- Le père Hyacinthe
- Jacques Barrière, Robert Duhal et Marc Vidot (qui avaient arrêté Vauboulon)
- Julien Robert

Ils étaient jugés pour l'acte de révolte mais aussi pour la mort de Vauboulon et de son valet La Citerne (qui avait été jugé et exécuté par un tribunal populaire sur l'île le 6 mars 1692.)
Firelin sera condamné à la pendaison. Le père Hyacinthe fut délégué à ses supérieurs ecclésiastiques pour être condamné. Il finira sa vie au couvent des capucins de Hennebont.
Enfin, les autres prévenus furent condamnés aux galères. Ils moururent tous à la chiourme.